# Schwende-Rüte
Schwende-Rüte (toponimo tedesco) è un distretto svizzero di 2 193 abitanti del Canton Appenzello Interno.

## Storia
È stato istituito nel 1º maggio 2022 dalla fusione dei distretti di Schwende e di Rüte.

## Infrastrutture e trasporti
Nel territorio del distretto sono situate: la stazione di Hirschberg sulla ferrovia San Gallo-Gais-Appenzello, le stazioni di Steinegg, di Weissbad, di Schwende e di Wasserauen sulla ferrovia del Säntis.